# Lazština
Lazština (lazsky lazuri) je zanský jazyk, kterým hovoří Lazové.

## Klasifikace
Lazština patří mezi kartvelské jazyky. Genealogicky nejblíže má k megrelštině. Komunity mluvčích těchto dvou jazyků jsou však v geografickém odloučení již po mnoho set let a v současné době jsou vzájemně relativně nesrozumitelné; z těchto důvodů se obvykle pokládají právě za dva různé jazyky, a nikoliv za dva dialekty jediného jazyka.

## Sociální status
Lazština není úředním jazykem ani jednoho ze států, v nichž se užívá. Nevyhnutelně mluví Lazové kromě této řeči také většinovým jazykem země, kterou obývají, tedy turecky či gruzínsky. Kromě toho, mnozí Lazové, žijící na území Turecka, mají v dnešní době tendenci k jazykové asimilaci – přecházejí na turecký jazyk, zatímco počet mluvčích lazštiny se snižuje.
Pro lazštinu není stanovena spisovná varieta ani ortografická norma.

## Dialekty
Vyděluje se pět hlavních dialektů lazštiny, ke kterým se často referuje podle oblastí jejich rozšíření:
- Xopa (turecké město Hopa) a Adžárie
- Vitze (tur. město Fındıklı) a Arkabi (tur. město Arhavi)
- Çxala (tur. vesnice Düzköy)
- Atina (tur. město Pazar)
- Art'aşeni (tur. město Ardeşen)

## Příklady

### Číslovky
| Lazsky           | Česky |
| არ(თ), ar(t)     | jeden |
| ჟურ/ცურ, jur/cur | dva   |
| სუმ, sum         | tři   |
| ოთხო, otxo       | čtyři |
| ხუთ, xut         | pět   |
| ანში, anşi       | šest  |
| შვით, şvit       | sedm  |
| ოვრო, ovro       | osm   |
| ჩხორო, çxoro     | devět |
| ვით, vit         | deset |